# Florian Hermann
Florian Hermann (andere Schreibweisen: Florian Herman, Florian German, Florjan Herman) (* 1822; † 1892 jeweils in Vilnius, Russisches Kaiserreich) war ein Komponist deutsch-polnischer Herkunft.

## Werke (Auswahl)
Sein Gesamtwerk ist beim Musikverlag A. Gutheil dokumentiert, der in Éditions Russes de Musique aufging. Früheste Aufzeichnungen seiner musikalischen Werke finden sich beim Musikverlag A. Büttner in St. Petersburg, der 1879 mit dem Verlag D. Rahter in Hamburg fusionierte. Hermanns aktive Schaffensperiode als Komponist reichte etwa von 1870 bis in die 1890er Jahre. Zu Hermanns bekanntesten Kompositionen zählen „Hommage Valse, Op.21“, das durch das Lied Schwarze Augen Weltruhm erlangte, sowie „Rêverie russe, Op. 2“.